# Bulborogas luteosoma
Bulborogas luteosoma är en stekelart som beskrevs av Van Achterberg 1995. Bulborogas luteosoma ingår i släktet Bulborogas och familjen bracksteklar. Inga underarter finns listade.